# Cayo Saqui Saqui
El Cayo Saki Saki (también escrito Isla Saqui Saqui o Cayo Saqui Saqui, o Cayo Los Viejos) es el nombre que recibe una isla deshabitada de Venezuela que geográficamente forma parte del Archipiélago los Roques en el Mar Caribe y al sur de las Antillas Menores, y administrativamente hace parte del Territorio Insular Francisco de Miranda, una subdivisión de las Dependencias Federales de Venezuela.
Aunque es llamado Saki Saki se cree que en realidad este nombre corresponde a una isla ya desaparecida cercana, porque lo que también es llamada Cayo Los Viejos. La isla completamente desolada es popular para la práctica de deportes como el Kitesurf, por sus aguas color turquesa y su gran playa de arena blanca.
Dentro del parque nacional los Roques Saki Saki forma parte del Área Primitiva Marina (PM) junto con otros cayos cercanos como Nordisqui o Cayo Muerto. Saki Saki se ubica al sureste de Cayo Muerto y al noroeste de Botoki y a solo unos minutos de la isla más poblada del archipiélago Gran Roque.
Con una superficie aproximada de 0,25 hectáreas (o 2500 metros cuadrados) es una de las más pequeñas de todo el archipiélago, sin embargo goza de popularidad por los deportes y actividades turísticas que se realizan en ella y en sus alrededores.